# Giros cerebrales
Se conocen como circunvoluciones cerebrales o giros (del latín: gyrus, pl. gyri, y este a su vez del griego antiguo: gýros, ‘anillo’ o ‘círculo’) a las elevaciones tortuosas («convoluciones») de la superficie de la corteza cerebral y separadas por las cisuras o surcos.
Muchas de ellas son lo suficientemente constantes como para haber recibido nombres particulares.

Giro (gyrus) y sus Surcos limitantes

Las que son demasiado inconstantes para llevar nombres específicos se denominan circunvoluciones anectantes, de tránsito o de paso.
Y la circunvolución o Giro precentral o circunvolución prerrolándica controla la actividad del músculo esquelético que ocupa el lado opuesto del organismo. Las diversas partes del organismo representadas en la circunvolución se disponen escalonadamente, es decir, de arriba abajo.
De ese modo, la porción superior de la circunvolución controla los movimientos de la extremidad inferior opuesta, mientras que la zona inferior de la circunvolución controla la cabeza y el cuello.
Estas partes del organismo, como la mano y el rostro, están más representadas que otras, ya que poseen la capacidad para efectuar movimientos más complejos.

## Giros importantes
Circunvoluciones que reciben un nombre específico son las siguientes:
- Giro frontal superior. Situado en el lóbulo frontal del cerebro, por encima del surco frontal superior, y se extiende anteriormente desde el giro precentral.[1] Se han descubierto funciones de memoria de trabajo y cognitivas superiores.
- Giro frontal medio. Es aquel que se encuentra en el lóbulo frontal entre las cisuras superfrontal y subfrontal, y que se continúa con la circunvolución del lóbulo orbitario.[1] Es un importante centro integrador de diferentes áreas del cerebro, así como de funciones superiores de atención y aprendizaje.
- Giro frontal inferior. Está limitado por arriba por el surco frontal inferior, por detrás, por el surco prerrolándico; hacia abajo, por el borde inferior del hemisferio cerebral y la cisura de Silvio. Queda dividido por las ramas anterior y ascendente de la cisura de Silvio en tres porciones: orbitaria, triangular y opercular.[1] Se han identificado funciones de inicio de respuesta inhibitoria ante amenazas y el reconocimiento visual o gráfico de la palabra durante el proceso de lectura.
- Giro frontal medial. Se encuentra en la superficie interna o medial del lóbulo frontal del cerebro, separado del giro cingulado por la cisura del cíngulo. Se continúa, hacia arriba con el giro frontal superior, y hacia abajo, con la circunvolución orbitaria interna.[1]
- Giro precentral o circunvolución prerrolándica. Constituye el área motora principal de la corteza cerebral. Se encuentra delante de la cisura de Rolando, de la que sigue la misma dirección.[1]
- Giro temporal superior. Es la primera circunvolución temporal (perteneciente al lóbulo cerebral homónimo). Constituye el labio inferior de la cisura de Silvio y se continúa hacia atrás con el giro supramarginal.[1]
- Giro temporal medio. Segunda circunvolución temporal, comprendida entre los dos surcos temporales y que se continúa por detrás con el pliegue curvo.[1]
- Giro temporal inferior. Tercera circunvolución temporal; corresponde al borde lateral del hemisferio cerebral y se extiende por su cara inferior.[1]
- Giro fusiforme. Se encuentra en la superficie inferior del hemisferio cerebral. Incluye a las circunvoluciones temporo-occipital interna y externa.[1]
  - Temporo-occipital interna (circunvolución subcolateral)TA: (gyrus occipitotemporalis medialis). Es la porción interna del giro fusiforme, separada de la porción  externa por el surco temporo-occipital interno o temporo-occipital colateral y del giro parahipocampal por el surco colateral.[1]
  - Temporo-occipital externa (circunvolución subcolateral)  TA: (gyrus occipitotemporalis lateralis). Porción externa del giro fusiforme, situada en la superficie inferior del hemisferio cerebral, separada de la porción interna por el surco temporo-occipital y que se continúa lateralmente con el giro temporal inferior.[1]
- Giros temporales transversos. Son pliegues (de paso) temporoparietales profundos, que señalan el extremo posterior del giro temporal superior. Están situados principalmente en la cisura de Silvio. El más notable, la circunvolución temporal transversa anterior o circunvolución de Heschl, corresponde al centro cortical de la audición.[1]
- Circunvoluciones occipitales. Forman el lóbulo occipital del cerebro. Hay tres: superior o primera, media e inferior.[1]
- Giro cingulado. Circunvolución arcuada estrechamente relacionada (cercana) con la superficie del cuerpo calloso, del que está separada por el surco calloso.[1]
- Giro parahipocampal. Se encuentra sobre la superficie inferior de cada hemisferio cerebral, situado entre el surco colateral y el surco del hipocampo. Su extremo, en forma de gancho, se denomina giro uncinado.[1]
- Giro lingual. Porción posterior de la circunvolución temporooccipital interna, que forma el labio inferior de la cisura calcarina y, con la cuña, la corteza visual. Se continúa hacia delante con el giro parahipocampal.[1]
- Giro poscentral. Se une al giro precentral.[1]
- Giro supramarginal. Se encuentra en la parte inferior del lóbulo parietal (lóbulo parietal inferior) y describe una curva alrededor del extremo superior de la rama posterior de la cisura de Silvio. Se continúa detrás de ella con el giro temporal superior.[1]
- Giro angular. Porción posterior de una circunvolución entre la cisura infraparietal y la rama horizontal de la cisura de Silvio. La extensión hacia arriba de esta circunvolución recibe el nombre de circunvolución cuadrada.[1]
- Giros de la ínsula. Nombre de las pequeñas circunvoluciones que en número de cinco o seis forman el lóbulo de la ínsula o ínsula de Reil.[1]
  - Giro largo de la ínsula. Es, como su nombre indica, una larga circunvolución, de orientación occipital, situada en la superficie de la ínsula.[1]
  - Giros cortos de la ínsula. Son, también como su nombre indica, circunvoluciones cortas dispuestas ventralmente en la superficie de la ínsula.[1]
- Giro dentado. Se corresponde con una banda aserrada de sustancia gris, por debajo del borde medial del hipocampo y en su profundidad. Es una arquicorteza (corteza primordial) que se desarrolla siguiendo el borde de la cisura del hipocampo y que consta de tres capas: molecular, glandular y polimórfica. La prolongación posterior y superior de esta circunvolución recibe el nombre de giro fasciolado (fasciola cinerea, TA: gyrus fasciolaris), el cual forma un área de transición entre la circunvolución dentada y el indusium griseum.[1]
- Giro recto. Se encuentra en la cara orbitaria del lóbulo frontal del cerebro, entre la cisura olfativa y el borde medio.[1]
- Circunvolución olfatoria interna (circunvolución olfatoria interna de Retzius, área subcallosa).[1]
- Circunvoluciones olfatorias medial y lateral (TA: gyri olfactorii medialis et lateralis). Se corresponden con capas de sustancia gris que cubren las estrías olfatorias medial y lateral. Comprenden la circunvolución olfatoria lateral y la circunvolución olfatoria medial.[1]
- Giro paraterminal. Situado en la superficie interna del cerebro, va desde el quiasma al pico del cuerpo calloso. Corresponde a una capa de sustancia gris de localización frontal y ventral con respecto a la rodilla del cuerpo calloso.[1]
- Indusium griseum o circunvolución supracallosa.[1]
- Giros orbitarios. Reciben ese nombre las diversas circunvoluciones irregulares situadas por fuera del surco olfatorio en la superficie orbitaria del lóbulo frontal del cerebro.[1]
- Lóbulo paracentral.[1]